# Tex Gibbons
Tex Gibbons (anglès: John Haskell «Tex» Gibbons)  (Elk City, 7 d'octubre de 1907 - La Habra, 30 de maig de 1984) fou un jugador de bàsquet estatunidenc que va competir durant la dècada de 1930.
El 1936 va prendre part en els Jocs Olímpics de Berlín, on guanyà la medalla d'or en la competició de bàsquet.